# ستيف سيدون
ستيف سيدون (بالإنجليزية: Steve Seddon) هو لاعب كرة قدم بريطاني في مركز الدفاع، ولد في 25 ديسمبر 1997 في باركشير في المملكة المتحدة. لعب مع إيه أف سي ويمبلدون وبرمنغهام سيتي وستيفيناغ بوروه.